# Puttgarden (nádraží)
Puttgarden je železniční stanice ve stejnojmenné obci na ostrově Fehmarn, která se nachází ve spolkové zemi Šlesvicko-Holštýnsko na severu Německa u Baltského moře.

## Terminál v současnosti

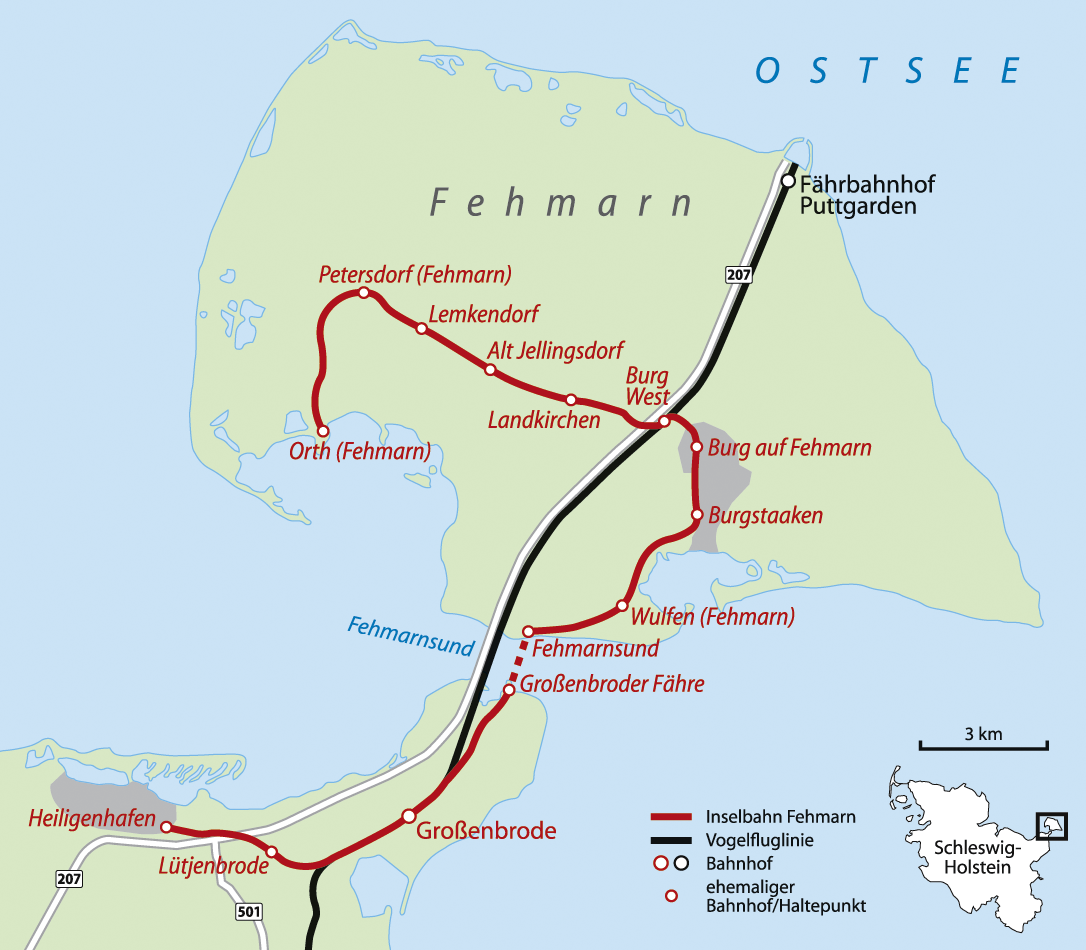
Ostrov Fehmarn (mapa)

Puttgarden je velice důležitý trajektový terminál na ostrově Fehmarn. Leží na trase mezi Německem a Dánskem, směřující přes Fehmarnský průliv v Baltském moři do Rødby na ostrově Lolland v Dánsku. Terminál byl postaven v letech 1961–1963 na staré trase z Německa do Dánska ležící mezi Großenbrode-Gedser, která nahradila v dobách železné opony trasu Rostock-Warnemünde-Gedser. Nová cesta byla otevřena v roce 1963 za přítomnosti dánského krále Frederika IX. a prezidenta Spolkové republiky Německo Heinricha Lübkeho, související se slavnostním otevřením Fehmarnsundského mostu spojující německý ostrov Fehmarn v Baltském moři s pevninou u Großenbrode. Trajektová linka z Gedser do Großenbrode, byla nahrazena linkou Puttgarden-Rødby. Tím došlo k výraznému zkrácení jízdní doby mezi Hamburkem a Kodaní. Od dokončení pevného spojení přes Velký Belt v Dánsku, je cesta přes Puttgarden méně používaná vlaky, ale přístav nadále obsluhují trajekty společnosti Scandlines.

## Železniční doprava
V roce 1990 byly z Hamburku do Kodaně nasazeny dánské soupravy IC3. Od prosince 2007 jsou také v provozu německé soupravy ICE řady ICE-TD . Jezdí několikrát denně, každý den s rozšířením trasy do Berlína. Mezi Puttgarden a Rødby převážejí tyto osobní vlaky železniční trajekty. Mnoho trajektů v minulosti přepravujících i vlaky zaniklo s rozvojem letecké dopravy. Zrovna tak přispěla stavba mostů a tunelů.
| Trať | Směr                                                               | Souprava | Druh vlaku                              |
| ---- | ------------------------------------------------------------------ | -------- | --------------------------------------- |
| 75   | Hamburk – Lübeck – Puttgarden – Rødby – Kodaň (København)          | IC3      | EuroCity – EC                           |
| 75   | Berlin – Hamburk – Lübeck – Puttgarden – Rødby – Kodaň (København) | ICE TD   | Intercity-Express – ICE                 |
| 104  | Hamburk – Bad Oldesloe – Lübeck                                    | …        | Regional-Express – RE Regionalbahn – RB |
| 141  | Lübeck – Oldenburg (Holst) – Puttgarden                            | …        | Regionalbahn – RB                       |

## Galerie

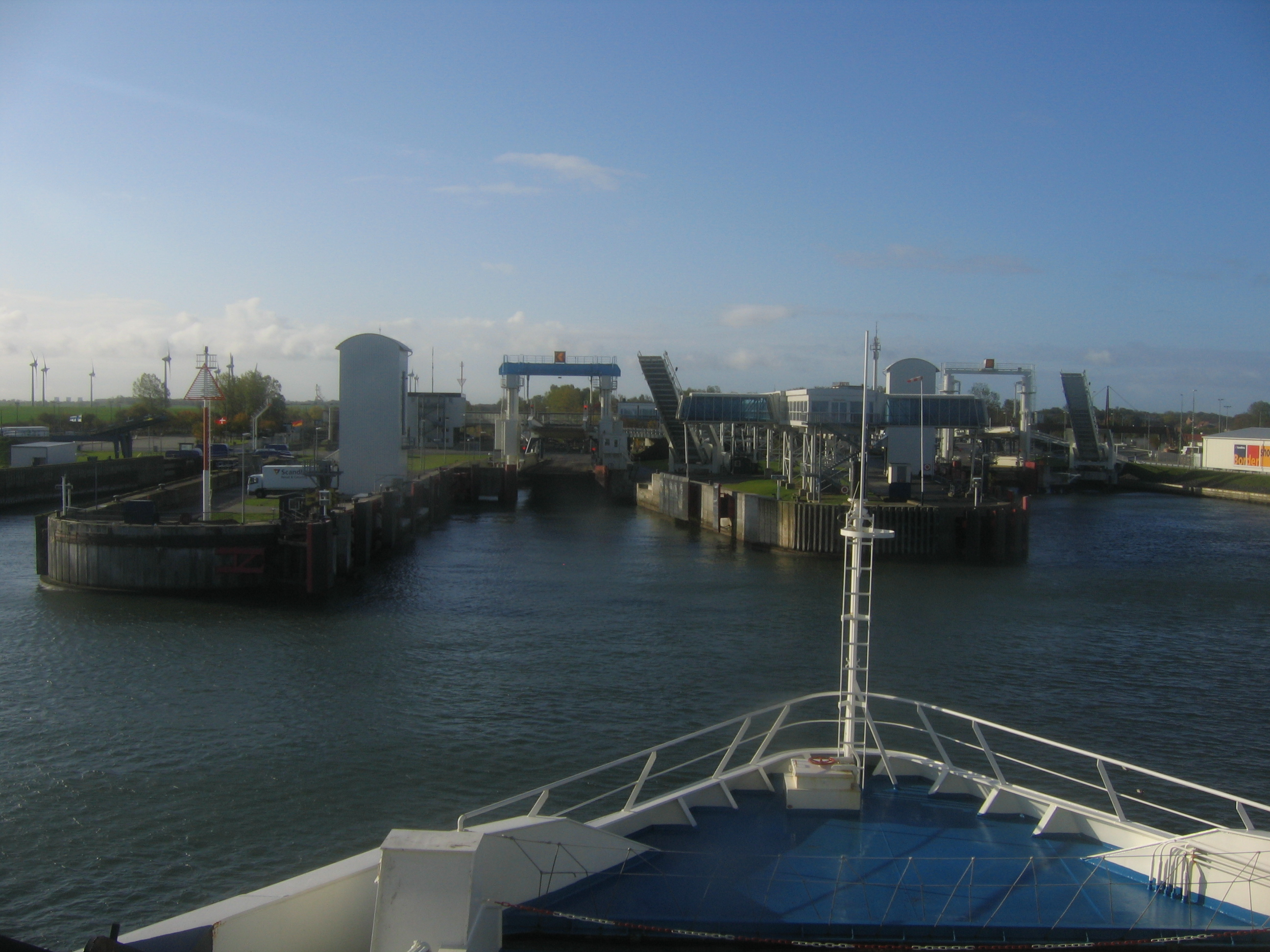
Puttgarden
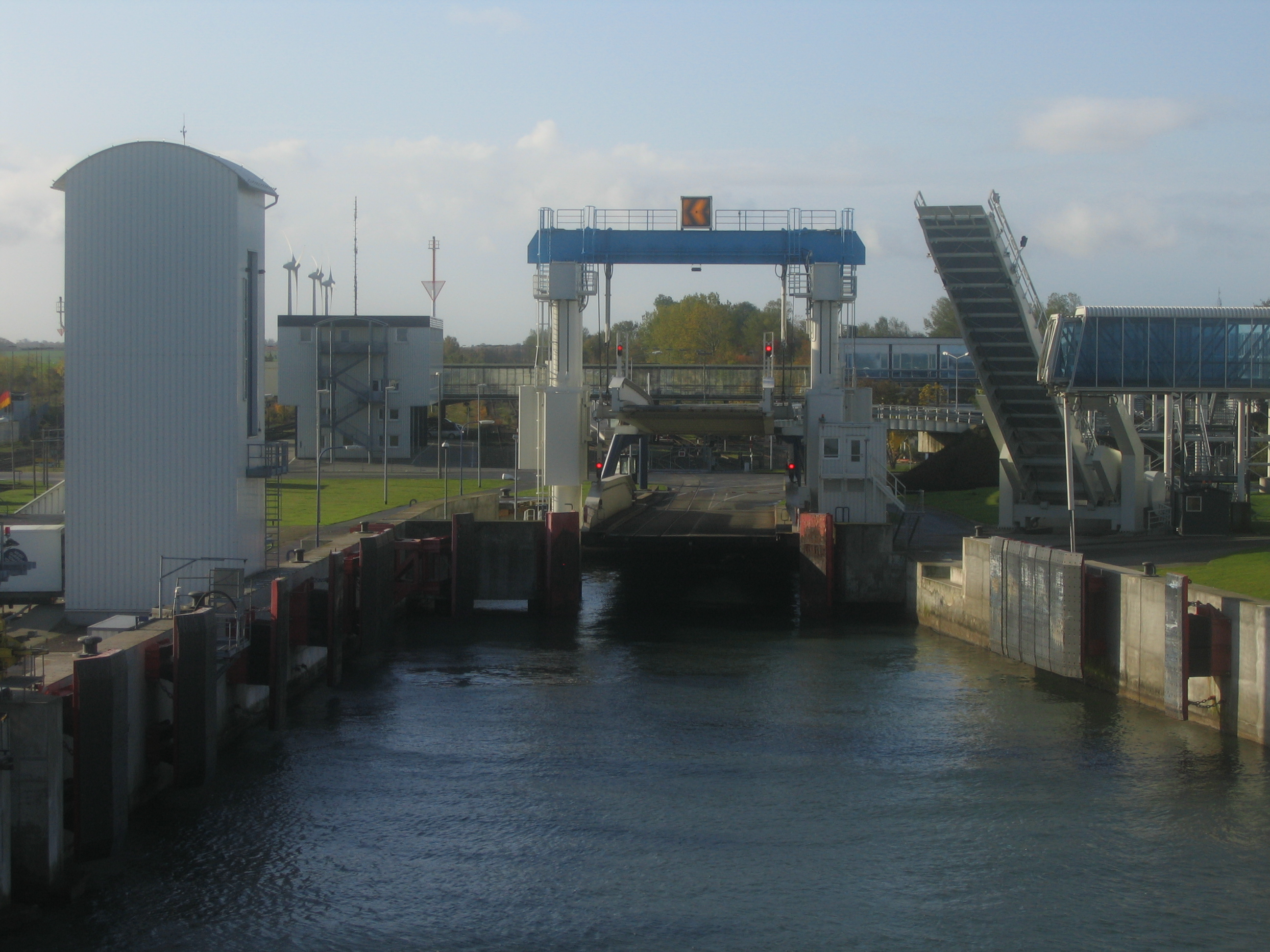
Puttgarden
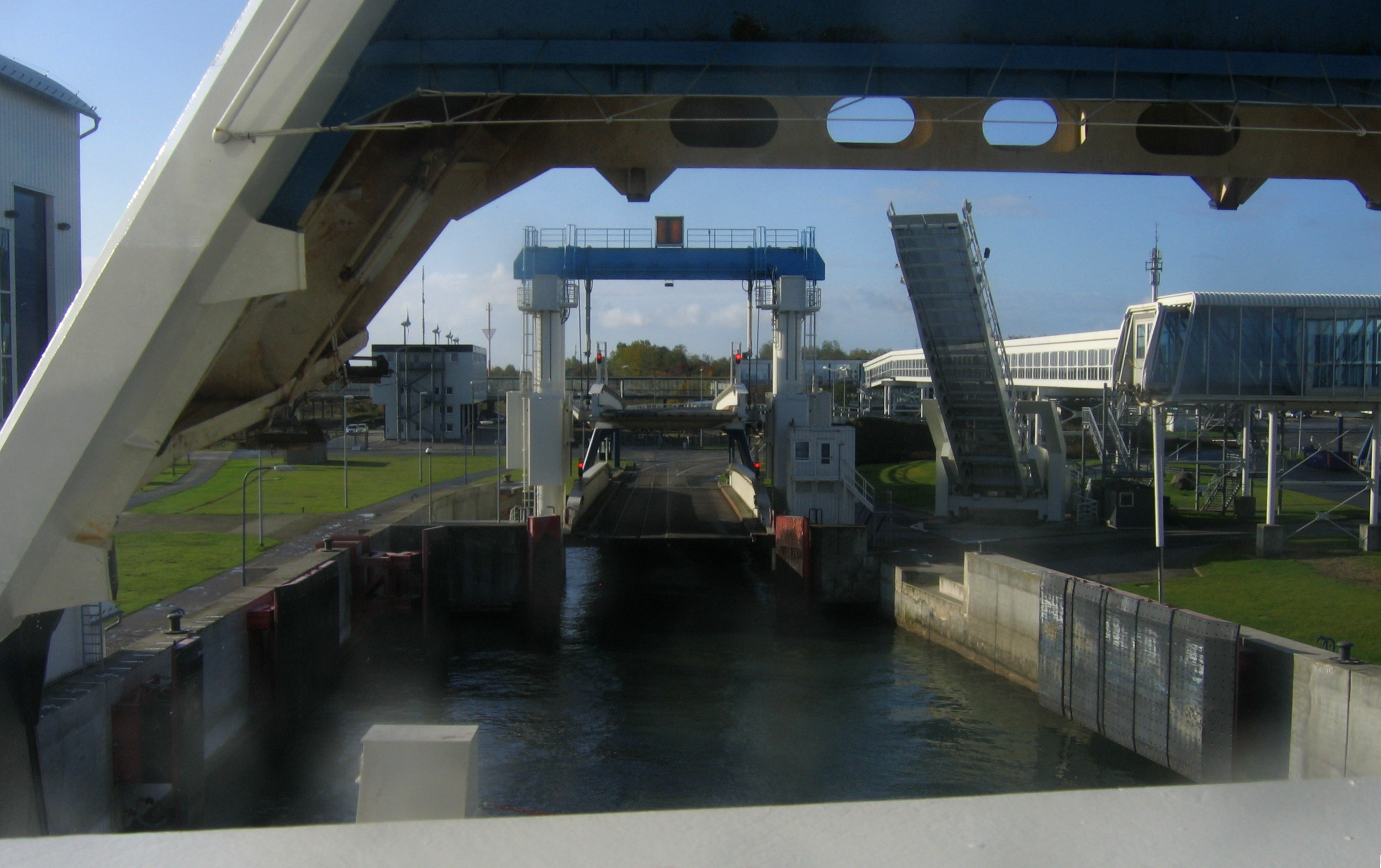
Puttgarden
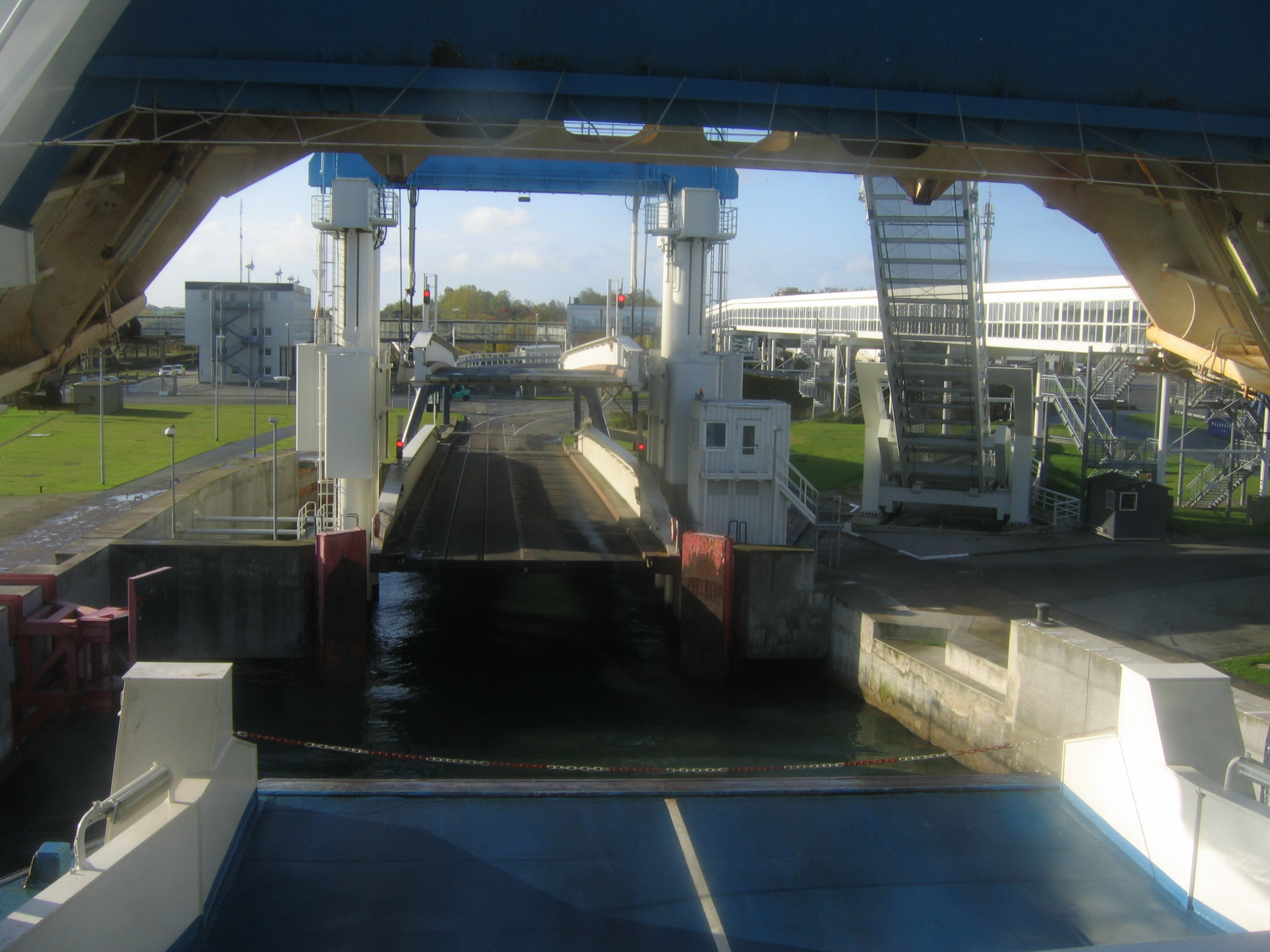
Puttgarden
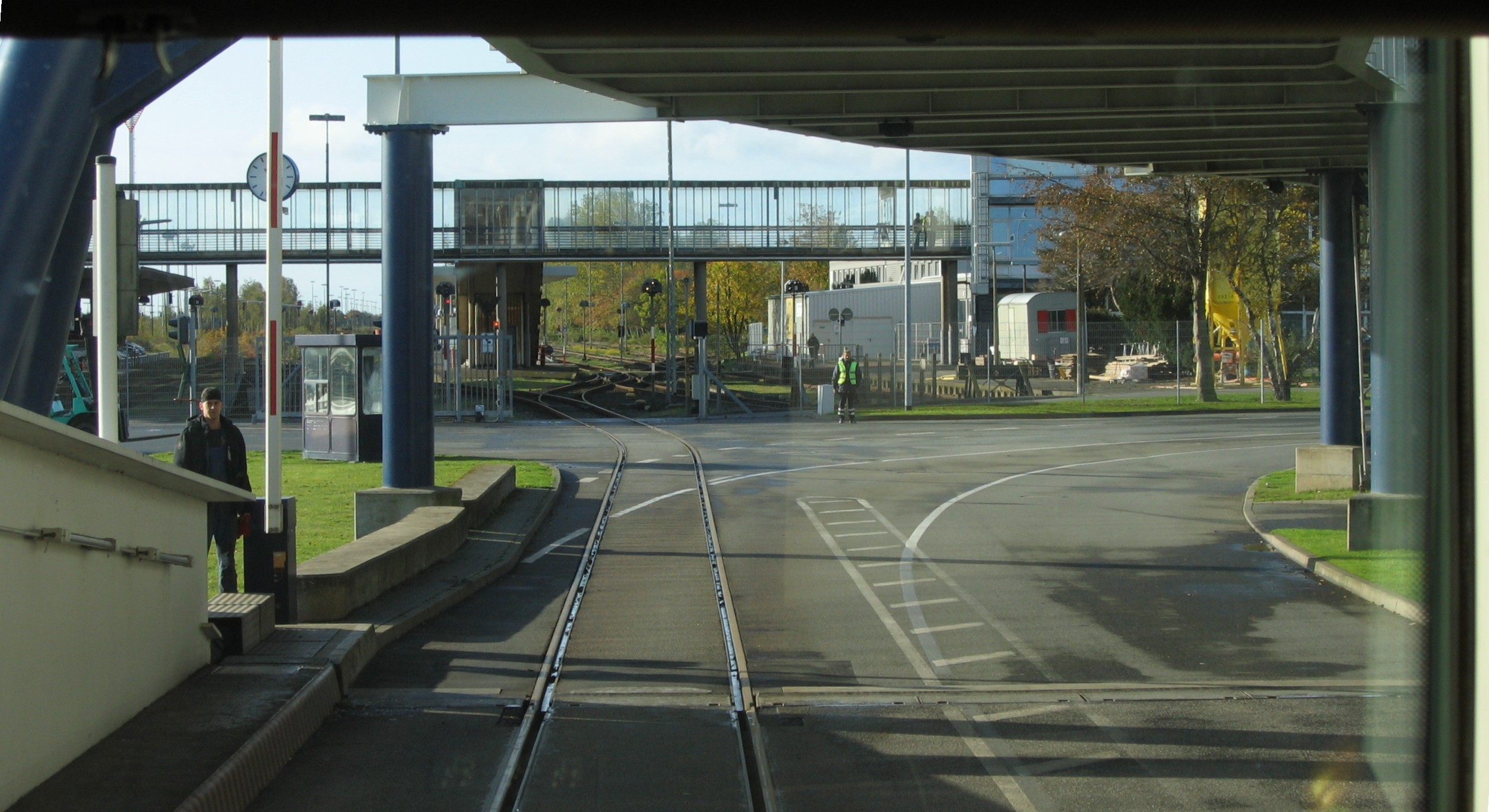
Puttgarden
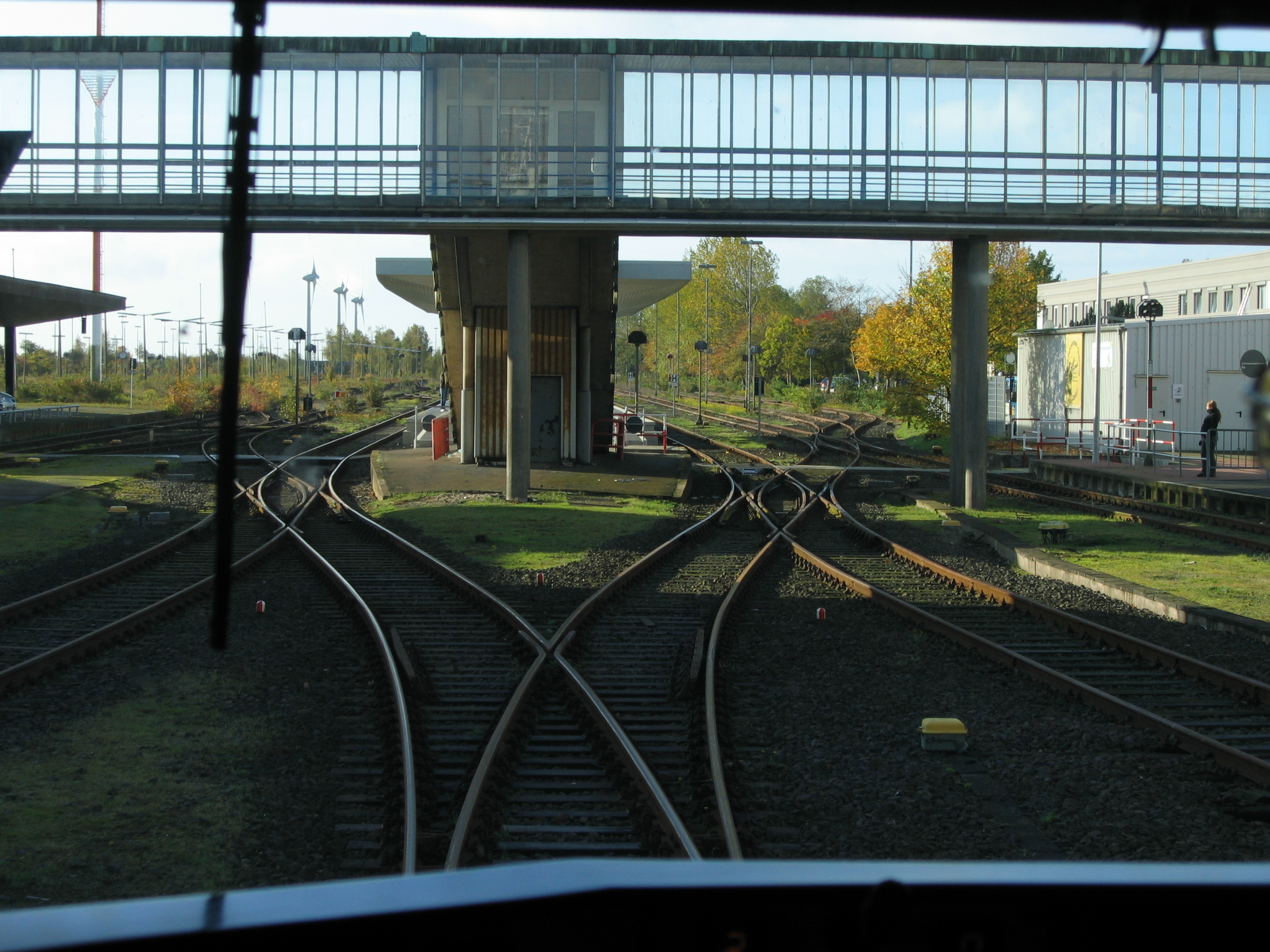
Puttgarden
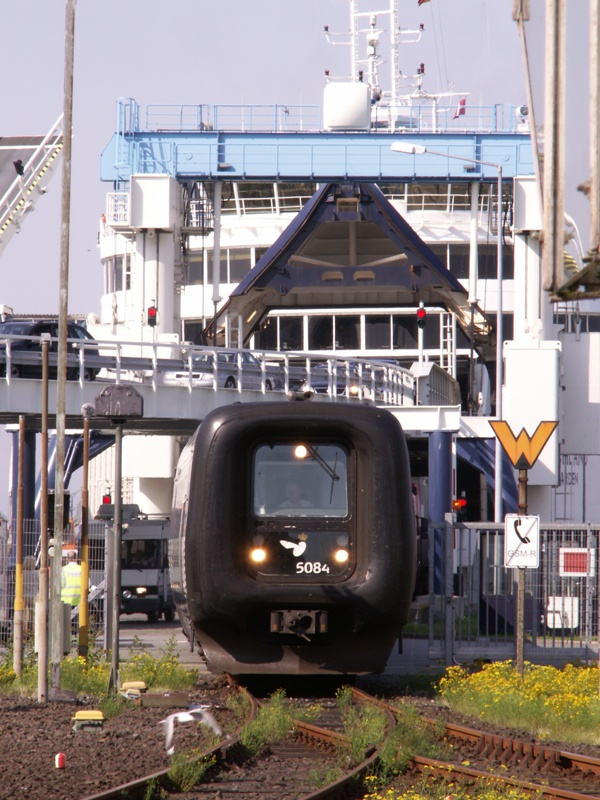
Puttgarden: EuroCity – IC3
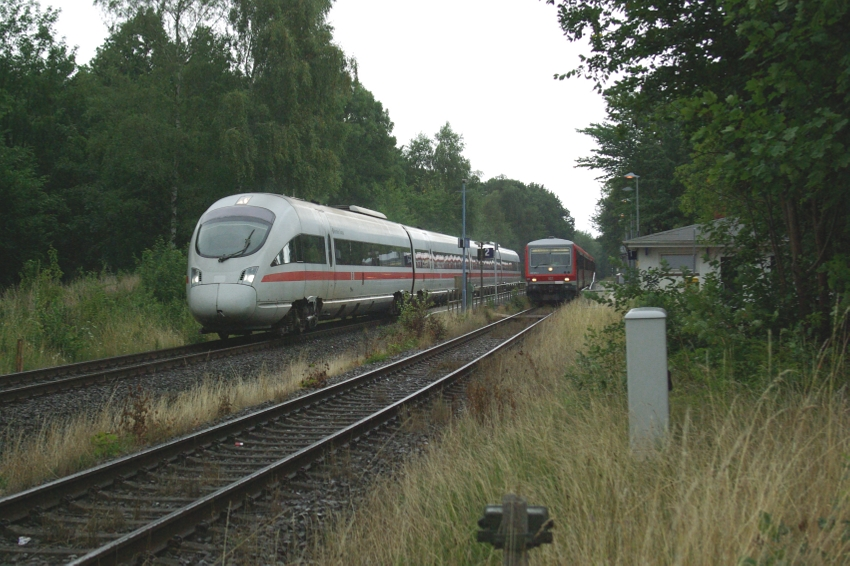
ICE TD